# Ombella-M'Poko
Ombella-M'Poko is een prefectuur van de Centraal-Afrikaanse Republiek. De prefectuur omsluit de hoofdstad Bangui volledig. De hoofdstad van de prefectuur is Bimbo.
Bamingui-Bangoran · Basse-Kotto · Haute-Kotto · Haut-Mbomou · Kémo · Lobaye · Mambéré-Kadéï · Mbomou · Nana-Mambéré · Ombella-M'Poko · Ouaka · Ouham · Ouham-Pendé · Vakaga